# Тузлукуш

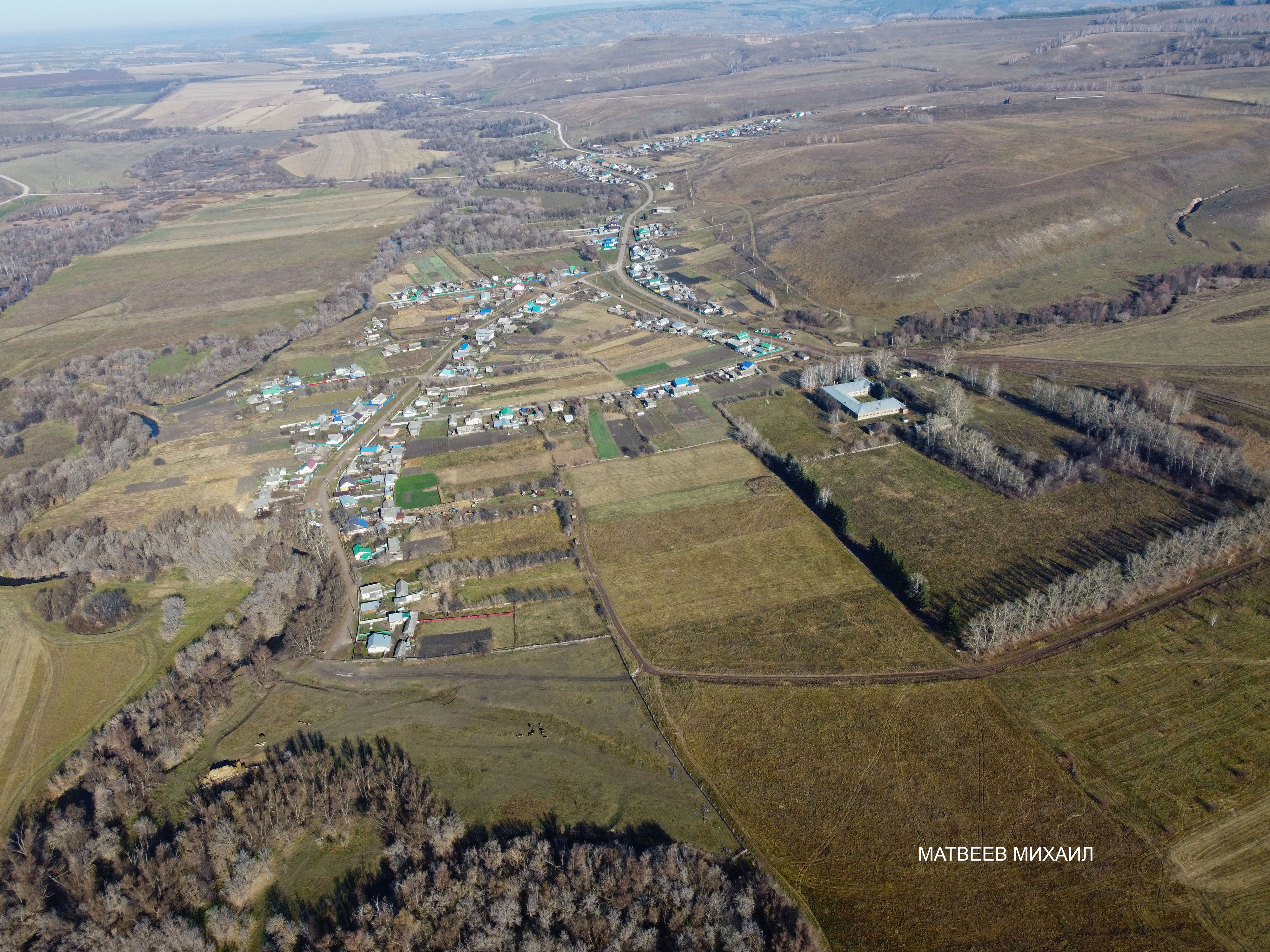
Тузлукуш

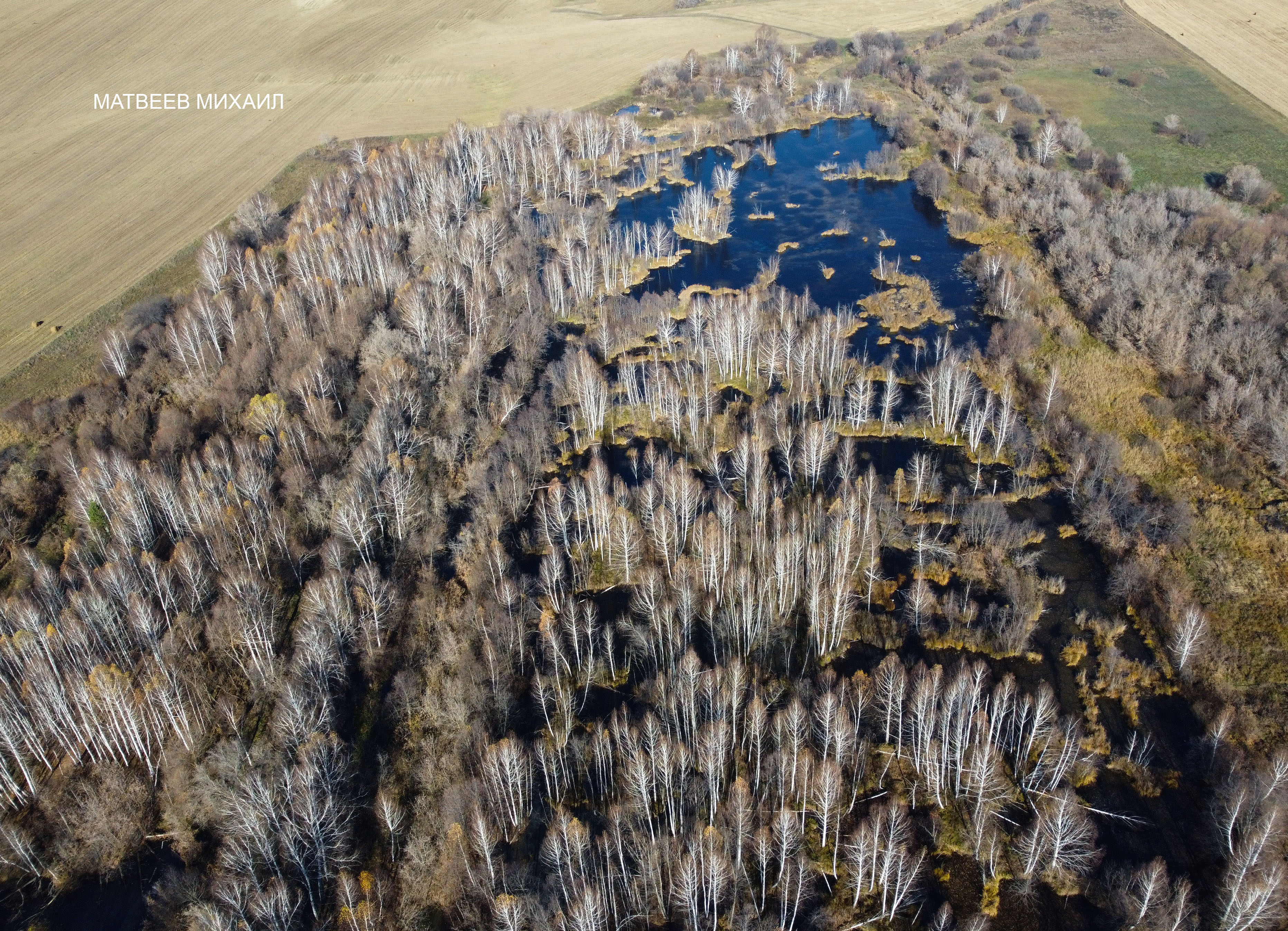
Тузлукушевское болото

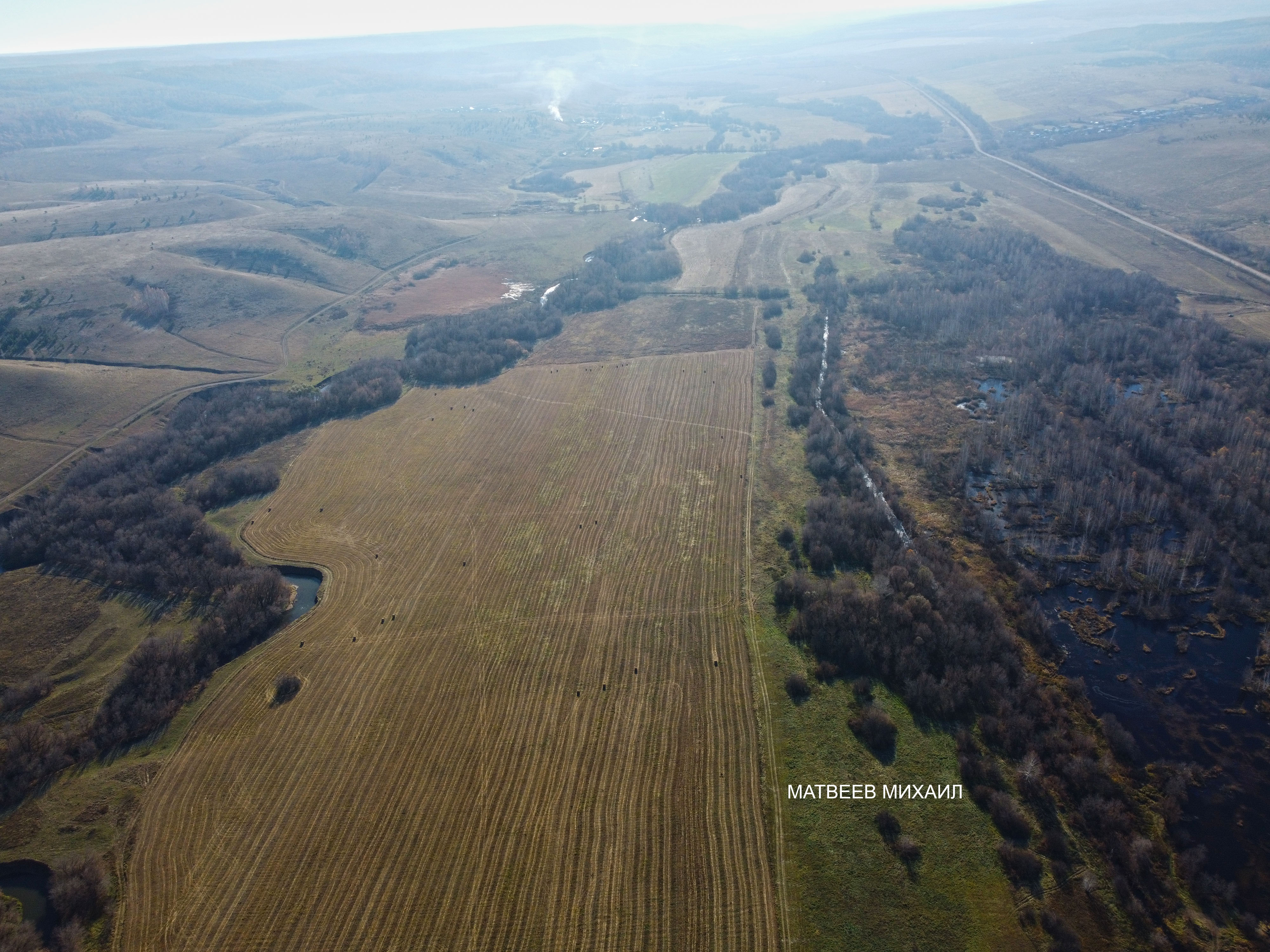
Природа Тузлукуша

Тузлукуш (баш. Туҙлыкыуыш) — село в Белебеевском районе Башкортостана. Административный центр Тузлукушевского сельсовета.

## Население
| 2002 | 2009 | 2010 |
| ---- | ---- | ---- |
| 346  | ↗377 | ↘355 |

Национальный состав
Согласно переписи 2002 года, преобладающая национальность — башкиры (74 %).
По справке, составленной научным сотрудником Казанского Института языка, литературы и искусств Дамиром Исхаковым, на анализе данных переписей 1926-1979 было установлено, что местное население в рамках политики башкиризации, переписано с татар на башкир в 1979 году, а по предыдущим переписям в селе проживали татары.

## Географическое положение
Расстояние до:
- районного центра (Белебей): 19 км,
- ближайшей ж/д станции (Аксаково): 30 км.

## Известные уроженцы
- Усманов, Хамза Фатыхович (24 апреля 1923 — 13 января 2009) — историк, почётный академик АН РБ (1998), доктор исторических наук (1978), профессор (1994), заслуженный деятель науки БАССР (1981). Участник Великой Отечественной войны
- Фазлый, Камил (15 февраля 1949—23 июня 2025) — башкирский учитель и писатель.